# Wilczypieprz roczny
Wilczypieprz roczny (Thymelaea passerina (L.) Coss. & Germ.) – gatunek rośliny z rodziny wawrzynkowatych (Thymelaeaceae). Rośnie dziko w Azji, Europie i Afryce Północnej. W Polsce jest gatunkiem rzadkim; rośnie na nizinach w dorzeczu Wisły.

## Morfologia
ŁodygaNaga, do 30 cm wysokości.
LiścieSiedzące, równowąskie lub wąskolancetowate, całobrzegie, zaostrzone.
KwiatyNiewielkie, 4-krotne; wyrastają na krótkich szypułkach w kątach liści. Okwiat trwały, dzbanuszkowaty, żółtozielony, owłosiony.
OwocGruszkowaty orzeszek z krótkim dzióbkiem.

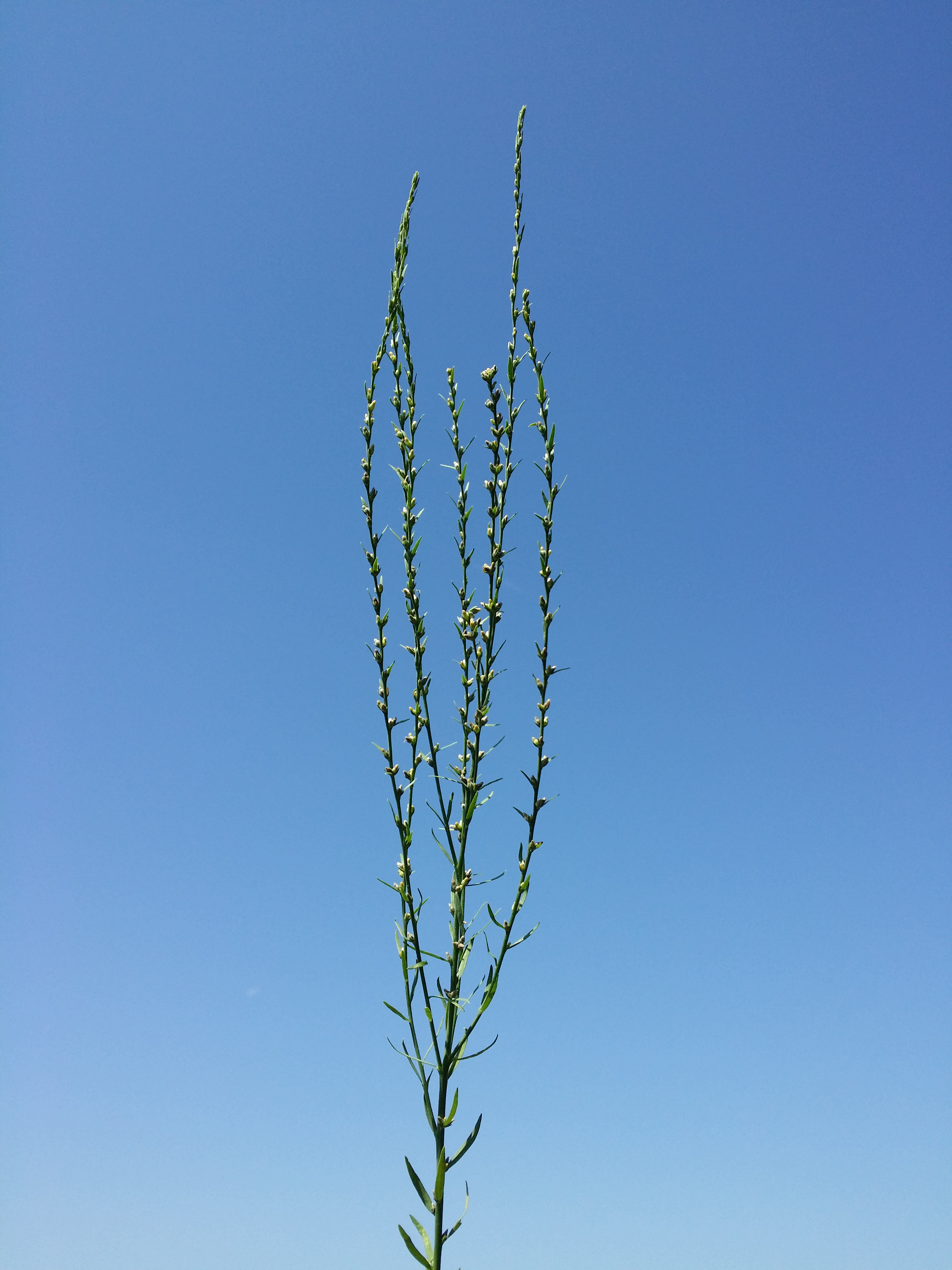
Pokrój
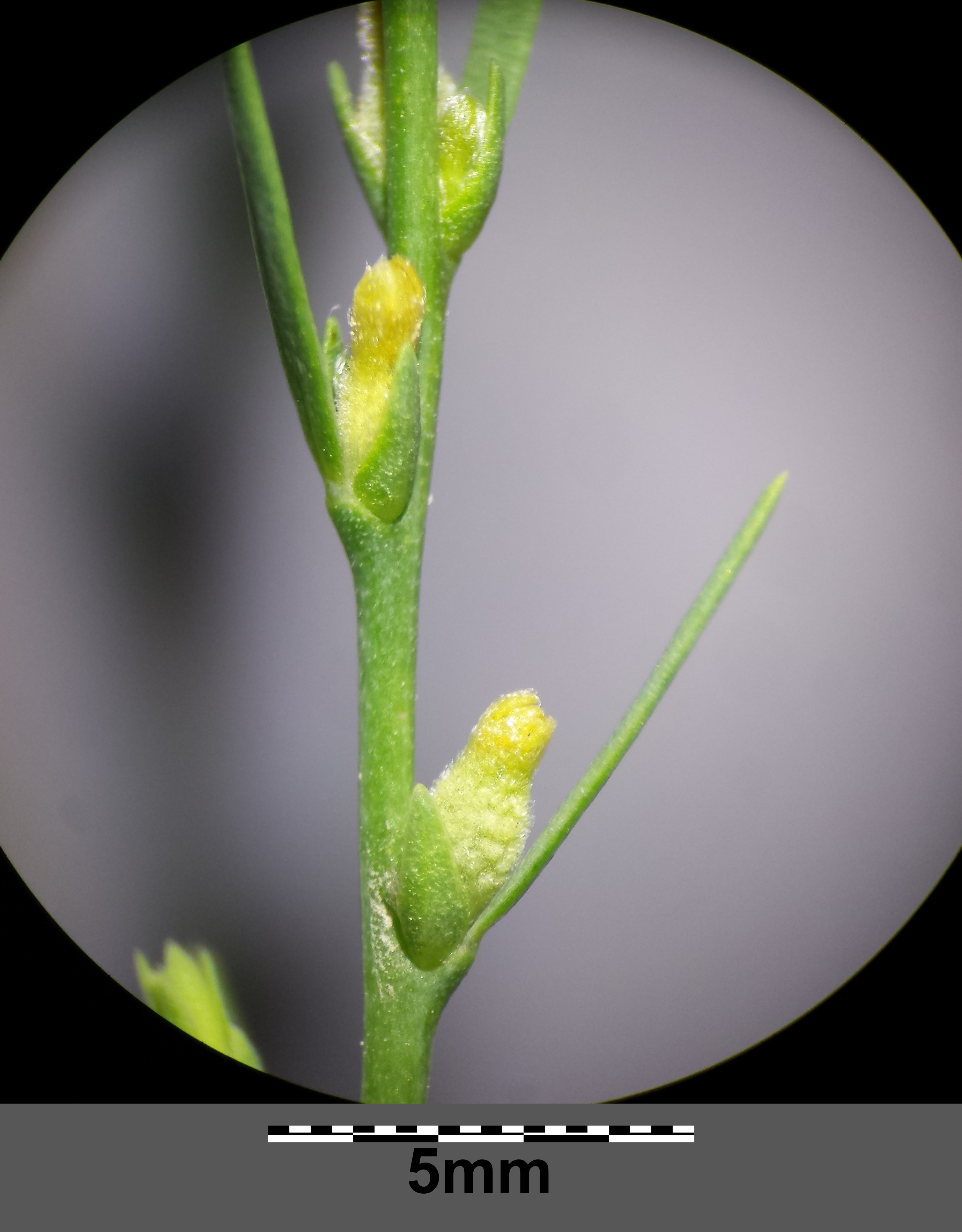
Kwiaty
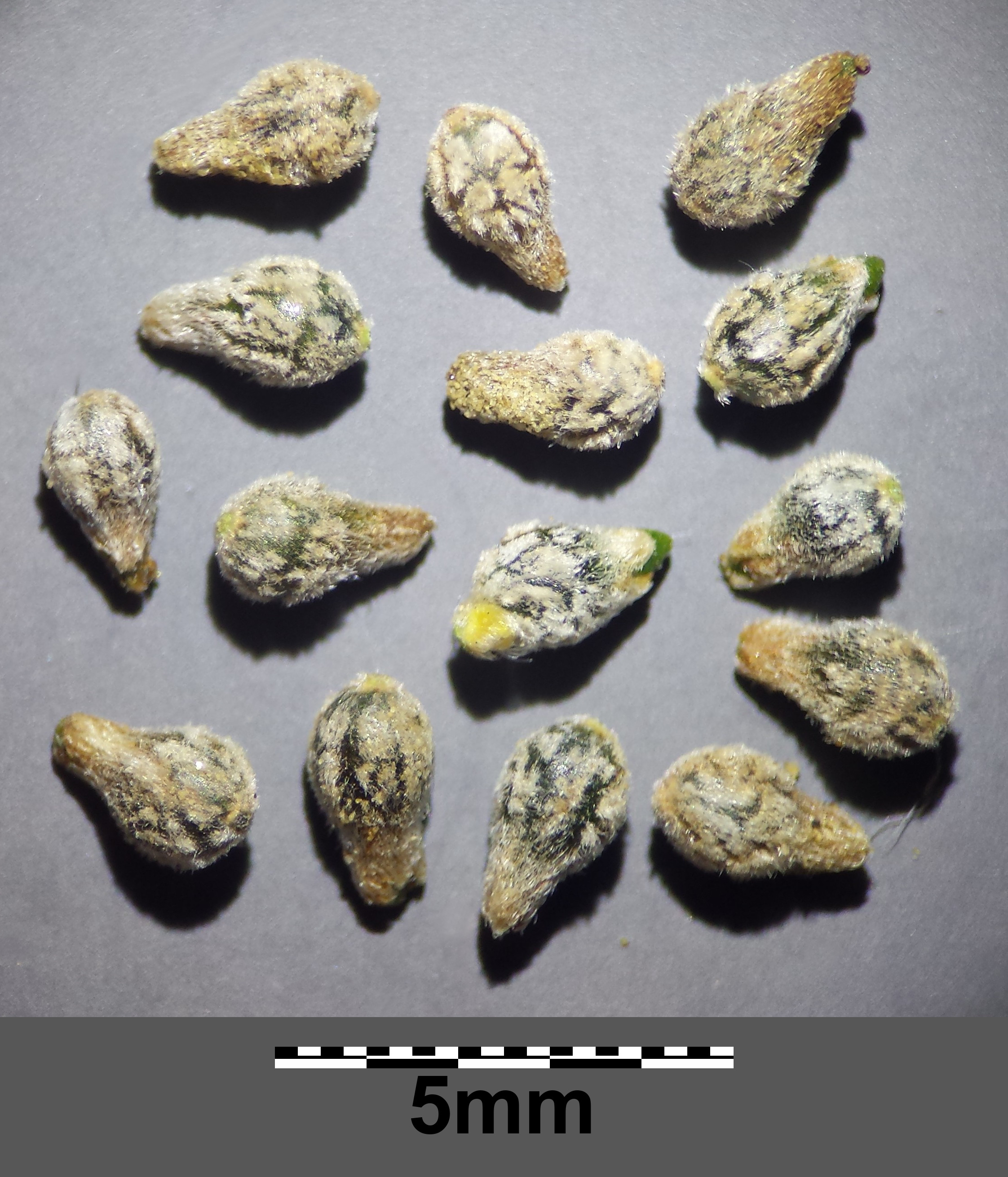
Owoce

## Biologia i ekologia
Roślina jednoroczna, chwast. Rośnie na polach i przydrożach. Kwitnie w lipcu i sierpniu. Gatunek charakterystyczny zespołu Caucalido-Scandicetum. Liczba chromosomów 2n = 18.

## Zagrożenia
Roślina umieszczona na Czerwonej liście roślin i grzybów Polski (2006) w grupie gatunków wymierających (kategoria zagrożenia: E). W wydaniu z 2016 roku otrzymała kategorię VU (narażony).
W Polskiej czerwonej księdze roślin posiada kategorię EN (zagrożony).